# Port lotniczy Hua Hin
Port lotniczy Hua Hin (IATA: HHQ, ICAO: VTPH) - port lotniczy położony w Hua Hin, w Tajlandii.